# Лисовой, Яков Маркович
Яков Маркович Лисовой (21 марта 1882, Подольская губерния — 2 августа 1965, Чикаго, США) — русский военный и политический деятель, историк, публицист, библиограф, собиратель и хранитель архива.

## Биография
Окончил Одесское пехотное юнкерское училище (1905). Из училища выпущен подпоручиком в 5-й Финляндский стрелковый полк. Позже служил в 6-м Финляндском стрелковом полку и 173-м пехотном Каменецком полку. Поручик (ст. 09.08.1908). Штабс-Капитан (ст. 09.08.1912). 
В 1913 году окончил Императорскую Николаевскую военную академию по первому разряду. По выпуску из академии приказом по Генеральному штабу № 4 за 1914 года прикомандирован к 169-му пехотному Новотрокскому полку на 1,5 года для командования ротой. 
С 17 марта 1915 года — старший адъютант штаба 28-й пехотной дивизии. Подполковник (пр. 1916; ст. 06.12.1916). С 26 ноября 1916 года — штаб-офицер для поручений при штабе 38-го армейского корпуса.
С осени 1917 года — в Добровольческой армии. Возглавлял Политический (или Военно-Политический) отдел при генерале Алексееве. В конце 1918—1919 годах Лисовой активно сотрудничает в южнорусской (главным образом, ростовской) прессе.
С марта 1920 года в эмиграции, сначала в Константинополе, позже в Югославии (Королевство СХС). С 1923 года — в США. Преподавал русскую историю и литературу в Эмерсоновском колледже в Чикаго.
В 1925-1928 годах составил и издал два тома исторического сборника «Белый архив».

### Коллекция
Во время гражданской войны Лисовой собирал коллекцию исторических материалов (документов, книг, журналов, газет, фотографий, плакатов, кинофильмов). На основе своей коллекции составил выставку "Музей современных событий в России", которую показывал в Константинополе, в Югославии и США. Пополнение коллекции Лисовой продолжал и в последующие годы.
В 1945–1947 годах он отправил значительную часть своих материалов в СССР, подарив их ГПИБ. Передал библиотеке свыше 2 тысяч названий русских (преимущественно эмигрантских) и иноязычных книг, а также журналы, газеты, листовки, фотографии, документы и т.п. (в россыпи - свыше 60 кг). Подаренные Лисовым материалы, однако, в СССР надолго попали в спецхран. Книжно-журнально-газетная часть собрания Лисового хранится в фондах ГПИБ, фото- и киноматериалы - в РГАКФД (личный фонд Л.), документы - в основном в ГАРФ, РГВИА, РГВА.

## Награды
- Георгиевское оружие (ВП 12.11.1915).